# Se devo essere sincera
Se devo essere sincera è un film del 2004 diretto da Davide Ferrario.
Il film, con protagonisti Luciana Littizzetto, Dino Abbrescia, Fabio Troiano, Neri Marcorè e Francesca Vettori, è ispirato molto liberamente (tant'è che viene anche cambiato il nome della professoressa protagonista) al romanzo La collega tatuata di Margherita Oggero, pubblicato nel 2002.
Il film, uscito nelle sale italiane l'8 ottobre 2004, ha incassato 1386000 €.

## Trama
Adelaide Bertoglio è un'insegnante di lettere quarantenne che vive a Torino assieme al marito Renzo e alla figlia Livietta. La sua vita subisce un inaspettato cambiamento quando viene interrogata dalla polizia riguardo all'omicidio di Bianca, una sua collega ricca e snob, ritrovata strangolata nella propria abitazione. Adelaide fa la conoscenza di Gaetano, il commissario che si occupa del caso e, superata un'iniziale antipatia, decide di collaborare alle indagini.
La donna mette al corrente delle sue scoperte Gina, la sua migliore amica, fidanzata con Arturo, un sedicente artista che ha un pessimo rapporto con Adelaide. Le indagini proseguono a rilento, senza dare risultati significativi. La situazione si complica ulteriormente quando Adelaide inizia a sospettare che Renzo la tradisca con Irina, un'allieva della scuola guida che gestisce. Un giorno, mentre sta visitando il museo dedicato a Cesare Lombroso assieme a Gaetano, il commissario la informa del ritrovamento di una lettera spedita da Bianca al suo amante, nella quale gli annunciava di volerlo lasciare. Mentre i due stanno discutendo, improvvisamente l'uomo la bacia. Sorpresa, Adelaide decide di troncare la cosa sul nascere, ma i suoi propositi cambiano e così fra i due nasce una relazione clandestina. Nel frattempo, Renzo continua a frequentare Irina.
Ad una mostra d'arte, Gina e Adelaide incontrano Vaglietti, il cugino di Bianca, e scoprono che l'uomo ha un tatuaggio uguale a quello della professoressa uccisa. Il mistero s'infittisce quando Adelaide scopre lo stesso tatuaggio sul polso di un certo Arnuffi, un commerciante di antichità che lavora in centro. I sospetti sui due, però, sono di breve durata: in realtà i due uomini erano amanti, e il tatuaggio era un semplice ricordo della vacanza durante la quale Bianca li aveva fatti conoscere.
Approfittando di un fine settimana libero, Renzo e Adelaide vanno a Nizza e cercano di ravvivare la loro vita di coppia facendo l'amore su uno yacht ancorato al porto. Vengono però scoperti dalla polizia e Adelaide si vede costretta a chiamare Gaetano per convincere gli agenti a farli tornare a casa. Durante il viaggio di ritorno, tuttavia, Renzo comincia a sospettare che fra sua moglie e Gaetano vi sia qualcosa.
Passa qualche giorno e Adelaide è sempre più confusa e si sente in colpa perché sta trascurando Livietta. Per di più, sua madre intuisce qualcosa sulla sua relazione ma non dice nulla a Renzo. Pochi giorni prima di Natale, però, avviene la svolta decisiva nel caso: Gina dice di aver buttato Arturo fuori di casa dopo aver trovato un biglietto della sua amante. Leggendolo, Adelaide si rende conto che Arturo era l'amante di Bianca, e che è stato lui ad ucciderla dopo aver scoperto che stava per lasciarlo.
Con il caso finalmente risolto, Adelaide decide di risolvere alcune questioni lasciate in sospeso: interrompe la relazione con Gaetano e si riavvicina a Renzo, che nel frattempo ha lasciato Irina. I due decidono di fare qualcosa di nuovo, e così si recano nelle Langhe a fare bungee-jumping. Prima di buttarsi, Renzo domanda alla moglie se fra lei e Gaetano ci sia stato qualcosa di serio. Adelaide sta per rispondere (da qui il Se devo essere sincera del titolo), ma Renzo la interrompe, dicendo di preferire una bugia.

## Colonna sonora
Un elemento caratteristico del film è la presenza di vari brani di Françoise Hardy nella colonna sonora. In particolare sono:
- Ce petit cœur
- La bilancia dell'amore (Je ne sais pas ce que je veux)
- Gli altri (Voilà)
- Tous les garçons et les filles
- Comment te dire adieu ?
- I sentimenti (Et même)

## Riconoscimenti
- 2005 - Golden Graal
  - Candidatura al premio per il miglior attore in un film commedia (Neri Marcorè)